# Quartetto per archi n. 19 (Mozart)
Il Quartetto per archi K 465 n. 19 in Do maggiore, detto Delle dissonanze, è l'ultimo dei sei quartetti dedicati ad Haydn (K 387, K 421, K 428, K 458, K 464, K 465). Terminato il 14 gennaio 1785, fu eseguito per la prima volta alla presenza dello stesso Haydn al Großer Redoutensaal del Burgtheater di Vienna il 12 febbraio dello stesso anno con Mozart, il padre Leopold e probabilmente Anton e Bartholomäus Tinti, come esecutori.
Fu dopo questa occasione che Haydn pronunciò parole di grande ammirazione a Leopold Mozart nei riguardi del figlio: «Le dico di fronte a Dio, da uomo sincero, che suo figlio è il più grande compositore che io conosca personalmente o di nome; ha gusto e possiede inoltre la più grande scienza nel comporre»

## Struttura e analisi
1. Adagio. Allegro (Do maggiore)
2. Andante cantabile (Fa maggiore)
3. Minuetto e trio. Allegro (Do maggiore)
4. Allegro molto (Do maggiore)

Al quartetto fu attribuito in epoca posteriore l'appellativo Quartetto delle dissonanze per via delle ardite note dissonanti presenti nelle ventidue battute dell'Adagio iniziale esposte dal primo violino. Queste battute suscitarono scalpore e molti dubbi quando il quartetto fu pubblicato e in seguito hanno fatto discutere generazioni di musicofili prima che se ne riconoscesse il valore e che se ne comprendesse la sua logica interna per cui poteva bastare una più attenta lettura contrappuntistica. Il padre Leopold disse che il quartetto era "composto in maniera eccellente" e Haydn affermò che se Mozart lo aveva scritto così andava bene così.
Ciò nonostante eminenti e troppo zelanti studiosi, tra cui François-Joseph Fétis e Alexander Ulybyshev, proposero squallide correzioni, soprattutto alla seconda e sesta battuta che apparivano troppo all'avanguardia.
L'Adagio iniziale è caratterizzato da un intenso cromatismo che crea un senso di instabilità e di attesa; dopo la tensione creata dalla parte introduttiva il brano giunge all'Allegro dove il linguaggio mozartiano, più sereno, rimane di assoluta novità con forti contrasti tematici che movimentano la partitura. Il primo movimento termina con una chiusura in pianissimo di grande limpidezza.
L'Andante cantabile è stato definito uno dei più notevoli fra i tempi lenti dei quartetti mozartiani per l'espressione intensa e l'eleganza della forma. Si presenta come un movimento melanconico e assorto dove la parte cantabile è affidata al primo violino; dopo un intenso dialogo fra violino e violoncello, verso il termine, tocca punte drammatiche introdotte dall'ostinato del violoncello e quindi trasferite al canto degli altri strumenti. Anche questo secondo tempo termina in modo sfumato.
Il Minuetto, costruito come un tempo di sonata, si apre con grazia e decisione su un piacevole disegno cromatico e verrà ripreso dopo il Trio centrale proposto in tonalità minore, agitato e in forma abbreviata, per concludere il movimento.
Il quarto movimento è un Allegro molto di notevole ampiezza che si conforma in una grande alternanza di modi espressivi e che presenta, in molti punti, accenni al modello haydniano. Celebri, per i violinisti, sono i due passi nei quali al primo violino viene richiesta una coordinazione e una pulizia di suono senza pari. Il finale è di una grande bellezza che si può ritrovare pari solo nella conclusione della Sinfonia Jupiter.